# Ачерра
Ачерра (итал. Acerra) — город в Италии, расположен в регионе Кампания, подчинён административному центру Неаполь.
Население составляет 50 808 человек (на 31.12.2005 г.), плотность населения составляет 821,02 чел./км². Занимает площадь 54,08 км². Почтовый индекс — 80011. Телефонный код — 00081.
Покровителями города почитаются святые Куоно (Конон) и Конелло. Праздник города ежегодно празднуется 29 мая.

## История

### Ачерра в «ЭСБЕ»
В конце XIX — начале XX века на страницах Энциклопедического словаря Брокгауза и Ефрона этот населённый пункт был описан следующим образом:

«Ачерра (Асеrrа) — город в итальян. провинции Казерта (Terra di Lavoro), при Рим-Неаполитанской жел. дороге, в 14 км к СВ от Неаполя, резиденция епископа; жителей в Ачерре считается 14121 чел. Город этот получил уже в 331 до Р. X. право рим. гражданства, был разрушен Аннибалом, потом опять выстроен и в царствование Августа был сделан рим. колонией. В А. был некогда знаменитый собор, разрушенный землетрясением в 1788, но потом был восстановлен в новом стиле и окончен в 1840 г.»